# Чонгчохор, Сомчит
Сомчит Чонгчохор (тайск. สมจิตร จงจอหอ; 19 января 1975, Накхонратчасима) — тайский боксёр наилегчайшей весовой категории, выступал за сборную Таиланда в 2000-х годах. Олимпийский чемпион Пекина, чемпион мира, победитель Азиатских игр, бронзовый призёр чемпионата Азии, многократный чемпион национального первенства.

## Биография
Сомчит Чонгчохор родился 19 января 1975 года в провинции Накхонратчасима. Активно заниматься боксом и муай тай начал уже в раннем детстве, затем продолжил подготовку во время службы в Сухопутных войсках Таиланда. Первого серьёзного успеха на ринге добился в 2002 году, когда на Азиатских играх в Мусане выиграл в наилегчайшем весе золотую медаль. Год спустя добился хорошего результата на домашнем чемпионате мира в Бангкоке, где победил всех своих соперников, в том числе француза Жерома Тома в финале, и взошёл на верхнюю ступень пьедестала. В 2004 году взял бронзу на чемпионате Азии в Пуэрто-Принсесе и благодаря череде удачных выступлений удостоился права защищать честь страны на летних Олимпийских играх в Афинах. Планировал побороться здесь за медали, тем не менее, уже во втором матче на турнире со счётом 21:26 проиграл кубинцу Юриоркису Гамбоа, который в итоге и стал олимпийским чемпионом.
В 2005 году Чонгчохор поучаствовал в состязаниях чемпионата мира в Мяньяне, в первом же матче со счётом 14:16 проиграл кубинцу Андри Лаффите. Также побывал на командном Кубке мира в Москве, выиграл два своих поединка за сборную Таиланда. Через год удачно съездил на Азиатские игры в Доху, откуда привёз медаль серебряного достоинства (в решающем матче не смог переиграть филиппинца Виолито Паялу, с которым ранее встречался три раза и все три раза победил). На чемпионате мира 2007 года в Чикаго тоже дошёл до финала, в последнем матче на турнире со счётом 9:13 уступил американцу Роши Уоррену. Оставаясь лидером национальной команды в наилегчайшей весовой категории, получил путёвку на Олимпийские игры 2008 года в Пекин, где сенсационно завоевал золотую медаль, выбив из турнирной сетки всех сильнейших оппонентов (на тот момент ему было уже 33 года).
Вскоре после этой победы Сомчит Чонгчохор принял решение завершить карьеру профессионального спортсмена, уступив место молодым тайским боксёрам. Ныне работает тренером по боксу, комментирует соревнования на тайском телевидении. Также получил некоторую известность как поп-певец, выпустил музыкальный альбом с песнями собственного сочинения.